# Yann Cucherat
Yann Cucherat (Lione, 2 ottobre 1979) è un ex ginnasta francese.

## Palmarès

### Mondiali
- 2 medaglie:
  - 1 argento (Melbourne 2005 nella sbarra)
  - 1 bronzo (Melbourne 2005 nelle parallele simmetriche)

### Europei
- 6 medaglie:
  - 2 ori (Milano 2009 nelle parallele simmetriche; Birmingham 2010 nelle parallele simmetriche)
  - 3 argenti (Volos 2006 nelle parallele simmetriche; Losanna 2008 nelle parallele simmetriche; Milano 2009 nella sbarra)
  - 1 bronzo (Birmingham 2010 a squadre)